# Гунтамунд
Гунтамунд (на вандалски: Gunthamund, на латински: Gunthamundus, * 450, † 496) е третият крал (rex) на Вандалското кралство на вандалите и аланите в Северна Африка от 484 до 496 г.
Произлиза от фамилията Хасдинги (или Асдинги). Той е вторият син на Гентон († пр. 477) и на Еврика, готска принцеса, и брат на Тразамунд.
Той последва на трона чичо си крал Хунерик († 484), според закона на дядо му Гейзерик, като най-големият от мъжките наследници. Той е обичан от населението и избягва военни конфликти с остготите, вестготите и Източната Римска империя. Не преследва католическата църква и въвежда монетна реформа. Той оставя златния солидус непроменен, но въвежда сребърни монети от 100 (siliqua), 50 и 25 денарии и монети от неблагороден метал от 42, 21, 12 или четири nummi. Дванадест 42-нуми-монети отговаряли на един денарий и 12 000 нуми на един златен солидус. Византийският император Анастасий I въвежда през 498 г. голяма монетна реформа в Империум Романум, която е ориентирана на тази на Гунтамунд.
Гунтамунд умира през 496 г. Той е последван на трона от брат му Тразамунд.